# Samir Ben Sallam
Samir Ben Sallam (en árabe: سَمِير بْن سَلَام‎; Ámsterdam, Países Bajos, 3 de junio de 2001) es un futbolista neerlandés de origen marroquí que juega como centrocampista en el FC Volendam.

## Trayectoria

### Carrera temprana
Progresó en los equipos juveniles del Ajax de Ámsterdam tras ingresar en la academia 2009. En 2018, se trasladó al FC Utrecht y se incorporó al equipo de reserva, el Jong FC Utrecht, que compite en la Eerste Divisie de segunda categoría. Tras su fichaje, el director de fútbol del FC Utrecht, Jordy Zuidam, calificó a Ben Sallam de "muy talentoso, creativo, bueno con los dos pies y técnicamente hábil".

### FC Volendam
En agosto de 2019, firmó un contrato de tres años con el FC Volendam. Debutó en el primer equipo el 15 de noviembre de 2019, en la victoria por 2-1 ante el FC Oss. Entró en sustitución de Nick Runderkamp en el minuto 68.

## Estadísticas

### Clubes
Actualizado al último partido disputado el 7 de febrero de 2022.
| Club                       | Div.          | Temporada     | Liga  | Liga  | Copas nacionales | Copas nacionales | Copas internacionales | Copas internacionales | Total | Total |
| Club                       | Div.          | Temporada     | Part. | Goles | Part.            | Goles            | Part.                 | Goles                 | Part. | Goles |
| -------------------------- | ------------- | ------------- | ----- | ----- | ---------------- | ---------------- | --------------------- | --------------------- | ----- | ----- |
| FC Volendam · Países Bajos | 2.ª           | 2019-20       | 1     | 0     | 0                | 0                | —                     | —                     | 1     | 0     |
| FC Volendam · Países Bajos | 2.ª           | 2020-21       | 28    | 1     | 1                | 0                | —                     | —                     | 29    | 1     |
| FC Volendam · Países Bajos | 2.ª           | 2021-22       | 13    | 0     | 1                | 0                | —                     | —                     | 14    | 0     |
| FC Volendam · Países Bajos | Total club    | Total club    | 42    | 1     | 2                | 0                | 0                     | 0                     | 44    | 1     |
| Total carrera              | Total carrera | Total carrera | 42    | 1     | 2                | 0                | 0                     | 0                     | 44    | 1     |